# Българско училище „Народни будители“
Българското училище „Народни будители“ е училище на българската общност в град Паралимни, Кипър. Създадено е през 2009 г. В училището се обучават над 100 деца от 4 до 18-годишна възраст, в паралелки за подготвителна група и от I до XII клас. За учениците от X, XI, XII клас се организира подготовка за кандидатстуденски изпити по български език за университетите в България. От август 2018 г. директор на училището е Живка Милова.

## История
Училището е създадено през 2009 г. с помощта на местната организация на Съюза на българите в Кипър. Първият училищен ръководител е Недялка Делчева, която заема длъжността до август 2018 г. Тя има значителен принос и роля за изграждането и развитието на училището през първите години на неговото съществуване. През учебната 2010/2011 г. броя на учениците нараства два пъти, това налага преместването му в по-голяма сграда.

## Ученици
Брой на учениците през учебните години:
- около 30 – учебна 2009/2010 г.[3][1]
- около 60 – учебна 2010/2011 г.[3][1]

## Учебни занятия
Учебните занятия се повеждат предимно в събота и неделя, както и извънкласните форми на обучение. Предлага се изучаване на народни танци, етнография, национални обичаи и традиции, народознание, природно и културно национално наследство. Извън задължителната програма училището предлага и обучение за деца и възрастни по чужди езици – гръцки, английски, немски, руски, като се осигурява възможност за явяване на изпит пред съответната национална институция за получаване на международно признат сертификат за ниво на владеене на езика.

## Материална база
Училището разполага с 5 помещения, библиотека – съответно за възрастни и с детска литература. Класните стаи са оборудвани с бели дъски и чинове, мултимедийни прожектори.